# Вучија карта (Русија)
Вучија карта (рус. волчий билет) је буквални превод фразе волчий билет на руском језику (volchiy bilet), колоквијални израз за означавање верзије документа са рестриктивним клаузулама у поређењу са целим документом. Ова фраза је и даље у употреби у многим земљама бившег комунистичког блока, обично да означи било коју врсту документа који негативно утиче на нечију каријеру.
Оа фраза је изворно коришћена у царској Русији да означи документ који се уместо интерног пасоша издаје особама које су добиле полугодишње одлагање каторге или изгнанства због решавања личних послова. Касније је то означавало ограничени сертификат за завршетак студија. За разлику од редовне дипломе, у њој је само стајало да су студије завршене, али студент није смео да полаже испите због лошег учења или недоличног понашања.
Карта је била озбиљна препрека у каријери појединца. Касније је ова фраза примењена на документ који се издаје уместо интерног пасоша лицима пуштеним из затвора („потврда о ослобађању“). Обично је овакав документ ограничавао права грађанина у погледу места становања (правило 101. километра ), занимања и тако даље.